# Bitry (Nièvre)
Bitry ist eine französische Gemeinde mit 311 Einwohnern (Stand: 1. Januar 2022) im Département Nièvre in der Region Bourgogne-Franche-Comté. Die Gemeinde gehört zum Arrondissement Cosne-Cours-sur-Loire und zum Kanton Pouilly-sur-Loire (bis 2015: Kanton Saint-Amand-en-Puisaye).

## Geographie
Bitry liegt etwa 50 Kilometer südwestlich von Auxerre in der Naturlandschaft Puisaye zwischen den Flüssen Loire und Yonne. Umgeben wird Bitry von den Nachbargemeinden Saint-Amand-en-Puisaye im Norden, Dampierre-sous-Bouhy im Osten, Ciez im Südosten, Alligny-Cosne im Süden sowie Saint-Vérain im Westen.

## Bevölkerungsentwicklung
| Jahr                       | 1962 | 1968 | 1975 | 1982 | 1990 | 1999 | 2006 | 2013 |
| Einwohner                  | 484  | 425  | 392  | 335  | 305  | 312  | 319  | 320  |
| Quellen: Cassini und INSEE |      |      |      |      |      |      |      |      |

## Sehenswürdigkeiten
- Kirche Sainte-Foy aus dem 16. Jahrhundert
- Kapelle Saint-Marc

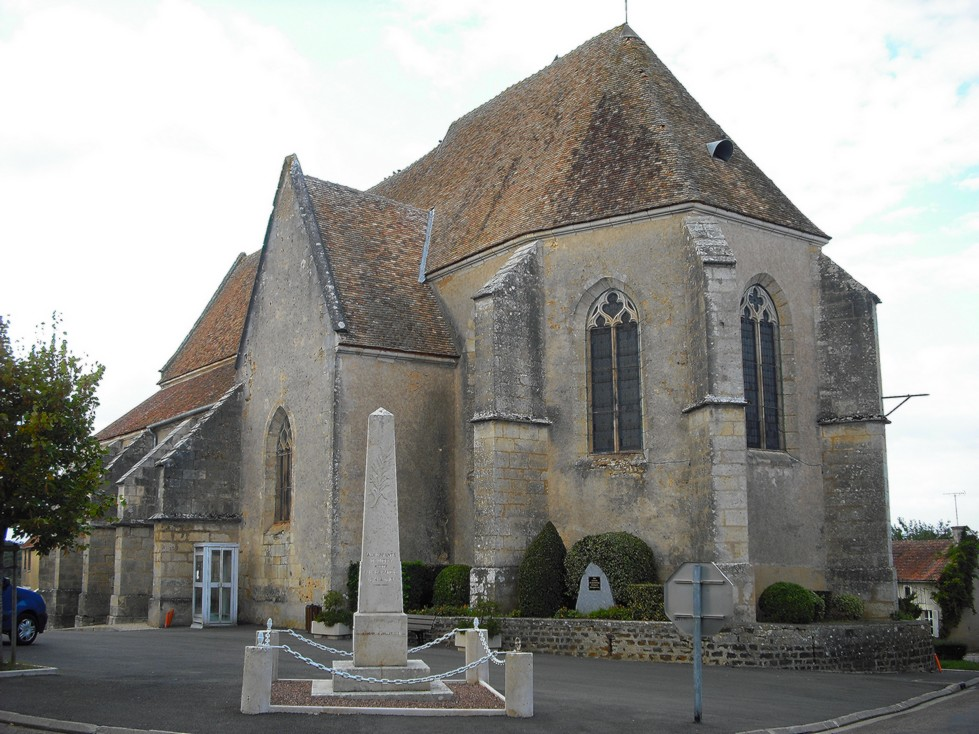
Kirche Sainte-Foy
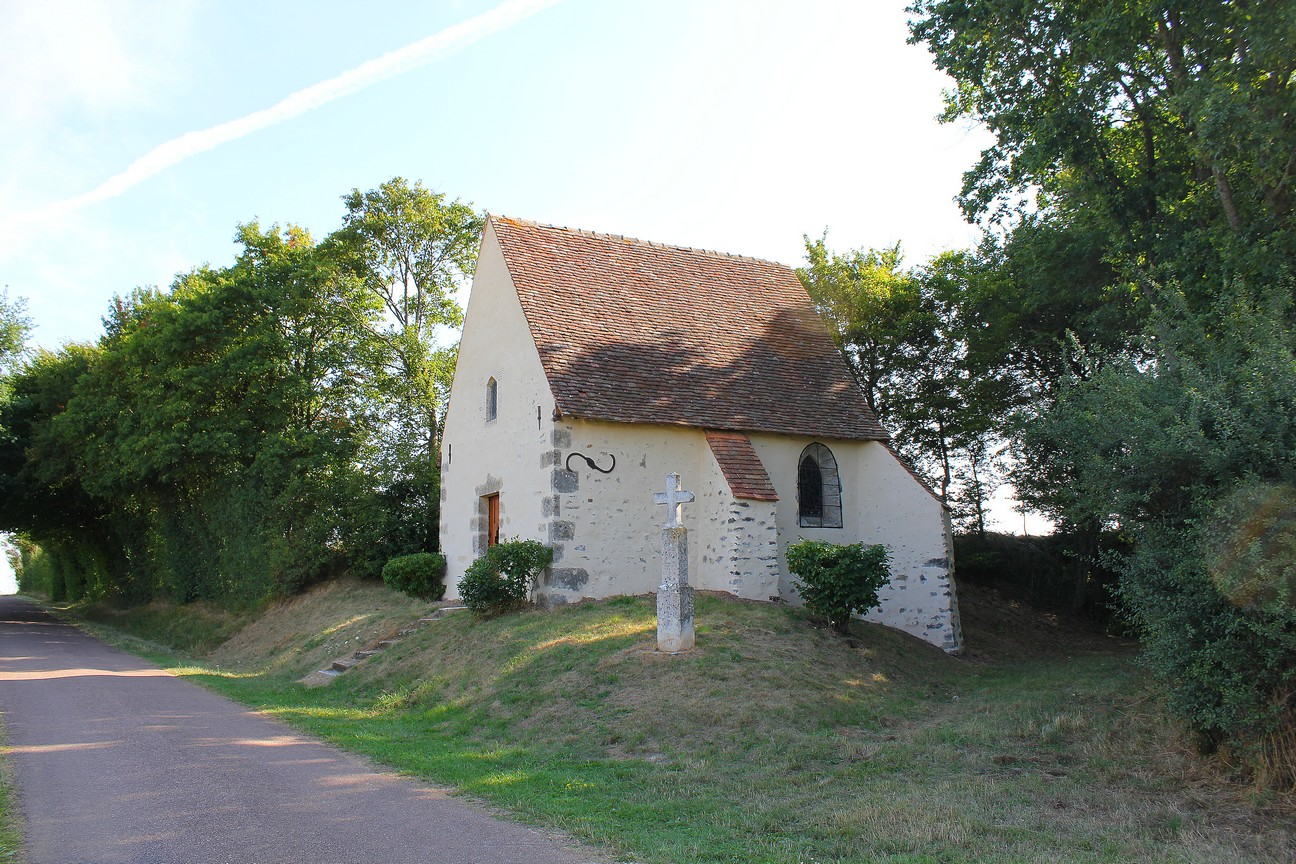
Kapelle Saint-Marc